# 데브레첸 개혁신학대학학교
데브레첸 개혁신학대학교 (헝가리: Debreceni Református Hittudományi Egyetem)은 1538년에 시작한 데브레첸 개혁대학교에서 시작되었다. 이 대학은 항가리에서 개혁신학의 중심지이다. 

### 칼뱅(Calvin) 스퀘어에 있는 본관

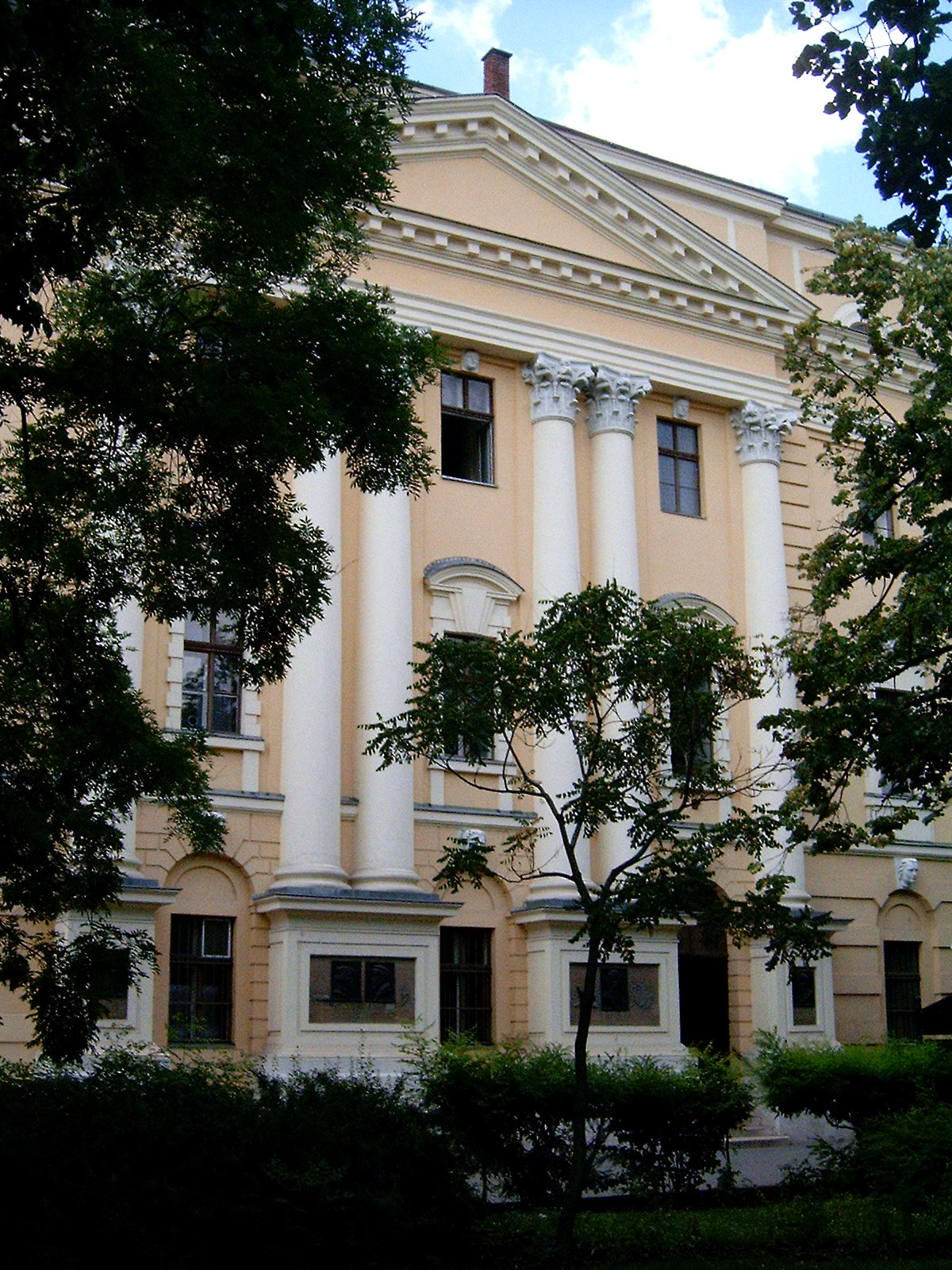
본관

### 페터피아 페캠퍼스

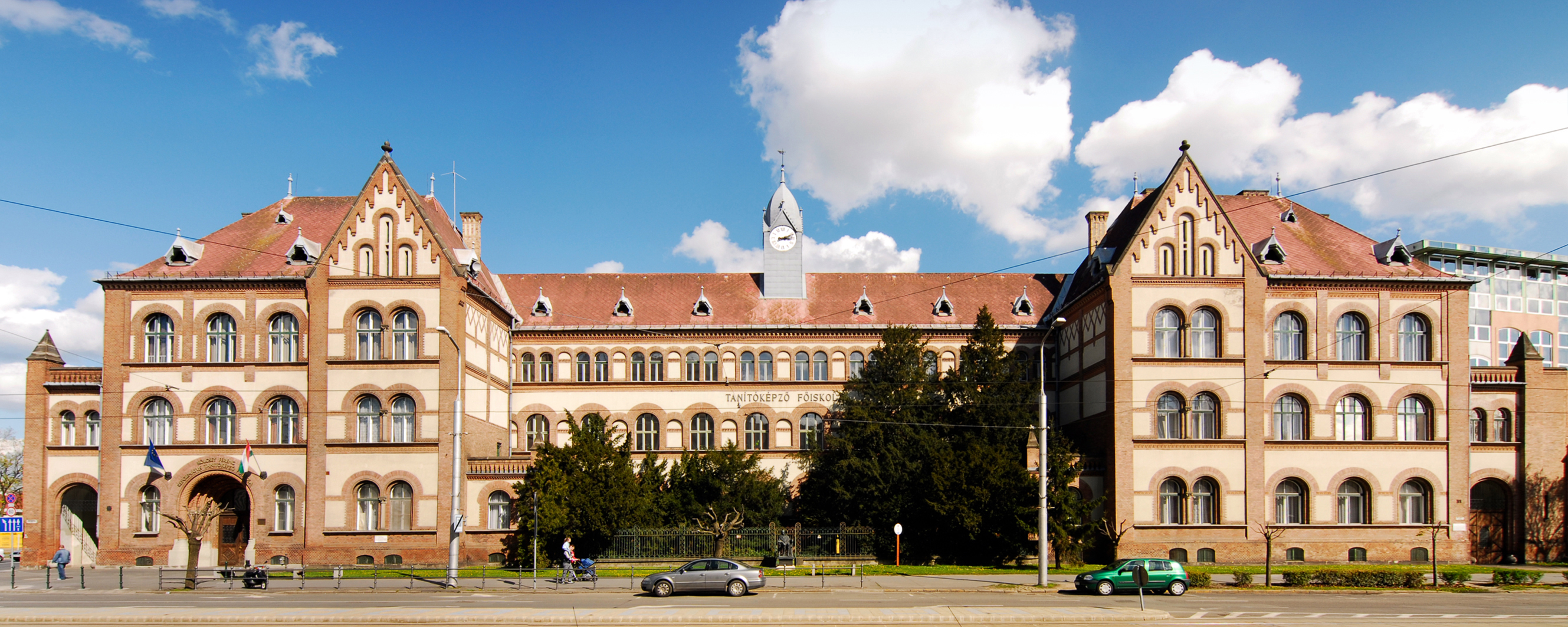
페터피아 캠퍼스